# Birkenia
Birkenia – rodzaj bezżuchwowca z grupy anaspidów (Anaspida). Gatunkiem typowym jest opisana w 1898 roku przez Traquaira Birkenia elegans z syluru Szkocji; drugim gatunkiem jest B. robusta. Skamieniałości birkenii odkryto również w dolnodewońskich osadach na Ziemi Północnej w Rosji. Birkenie mierzyły około 10 cm długości, miały osiem par otworów skrzelowych, a ich łuski i płytki były pokryte zaokrąglonymi guzkami. Otwór gębowy znajdował się na przednim końcu głowy. Płetwa ogonowa była hipocerkiczna. Mimo obecności pancerza Birkenia była przypuszczalnie lżejsza od wody dzięki znajdującemu się w ciele zbiornikowi gazu. Prawdopodobnie pływała w pobliżu powierzchni wody i żywiła się planktonem.